# Hen Pearce
Hen Pearce (* 7. Mai 1777 in Bristol, England; † 30. April 1809 in St. Martin’s Lane, London, England) war ein englischer Boxer in der Bare-Knuckle-Ära.
Er galt als sehr schneller, geschickter Boxer mit enormer Schlagkraft in beiden Händen und war sehr muskulös und robust gebaut.
Pearce fand im Jahr 1987 in die Ring Boxing Hall of Fame sowie im Jahr 1993 Aufnahme in die International Boxing Hall of Fame.